# Stand (R.E.M.)
Stand is een nummer van de Amerikaanse rockband R.E.M. uit 1989. Het is de tweede single van hun zesde studioalbum Green.
Het nummer werd hit in Noord-Amerika, op de Britse eilanden en in Oceanië. In de Amerikaanse Billboard Hot 100 haalde het de 6e positie. In Nederland en Vlaanderen wist het nummer geen hitlijsten te bereiken.
Het nummer is gebruikt als titelsong van de Amerikaanse televisieserie Get a Life.